# Isabel de Kiev
Isabel de Quieve (em russo: Елизавета Ярославна; romaniz.: Elizaveta Yaroslavna; em norueguês: Ellisif ou Elisiv; 1025 — ca. 1067), era uma princesa de Quieve e rainha consorte do rei Haroldo Hardrada.

## Biografia
Isabel era filha do Grão-Príncipe de Novogárdia Magna e Quieve, Jaroslau I, o Sábio e sua princesa consorte sueca Ingegerda, a filha do rei sueco Olavo da Suécia e Astride dos Obotritas. Era a irmã de Anastácia de Quieve que se casou com o futuro André I da Hungria, Ana de Quieve que se casou com Henrique I de França, e possivelmente de Ágata, esposa de Eduardo, o Exilado. Seus irmãos incluíam Vladimir I, Iziaslau I, Esvetoslau II, Usevolodo I e Igor I.
Durante o inverno de 1043-1044, foi casada com o príncipe Haroldo da Noruega. Haroldo tinha deixado a Noruega em 1030 depois de ter participado da Batalha de Stiklestad ao lado de seu meio-irmão, o rei Olavo II da Noruega. Haroldo teve desde então servido sob a proteção de seu pai, bem como a do monarca bizantino.
Era a destinatária da poemas sobreviventes de Haroldo onde lamentava sua sugerida falta de afeto por ele (nenhuma implicação sobre seus afetos reais pode ser derivada, pois isso poderia muito bem ser um clichê poético). Em 1045, ela seguiu Haroldo à Noruega, onde se tornou co-rei com o seu sobrinho, Magno, o Bom. Na Noruega, era conhecida como Rainha Elisif. O casamento foi melhor documentado pelo poeta da corta Estuvo, o Cego. Não há outra documentação existente sobre sua estada na Noruega.
Em 1047, Haroldo tornou-se o único governante de seu país após a morte de Magno. Em 1048, desposou outra mulher, Tora Torbergsdatter, com quem teve dois filhos, Magno e Olavo. O casamento pode ser amplamente explicado pela política e pela construção de alianças. Os chefes da família Giske (Giskeætten) desempenharam um papel fundamental na política de poder. É possível que ficou em Quieve, ou que morreu a caminho da Noruega. No entanto, isso significaria que as filhas de Haroldo, Ingegerda e Maria, que são atribuídas a ela, deveriam ser de Tora, o que não é considerado provável, como Maria estava noiva de Agostinho, o Tetraz, que teria sido seu tio se fosse a filha de Tora. Portanto, é possível que Tora fosse concubina do rei. Ela se tornou a mãe de ambos os reis Olavo III e Magno II.
Em 1066, Haroldo invadiu a Inglaterra, onde foi morto na batalha de Stamford Bridge. A tradição diz que Isabel e suas filhas o seguiram em sua jornada, onde Maria morreu, como foi dito, com a notícia da morte de seu pai. Depois Isabel e sua segunda filha, Ingegerda, voltou à Noruega com a frota de navios. A rainha haveria de se hospedar nas ilhas Órcades durante esta viagem. No entanto, a mais antiga das sagas afirma que foi Tora Torbergsdatter e não Isabel que acompanhou Haroldo durante a viagem, o que é considerado mais provável, já que Tora era a prima de Torfino, o Poderoso, conde das Órcades.
De acordo com Adão de Brema, a mãe do rei Olavo se casou de novo, fosse com o rei Sueno II da Dinamarca ou um rei sueco não identificado como uma viúva, mas isso não é confirmado. Também é desconhecido se isto se refere à mãe real de Olavo, o que significaria Tora Torbergsdatter, ou sua madrasta, o que significaria Isabel. A data e o local de sua morte é desconhecida.

## Descendência
Isabel e Haroldo tiveram duas filhas:
- Ingegerda da Noruega (morta em 25 de setembro de 1066); prometida em casamento a Eystein Orre (irmão de Tora Torbergsdatter), mas supostamente morreu nas Órcades no mesmo dia que Haroldo e Eystein.[13][14]
- Maria (c. 1045 — 1120); casou-se primeiro com Olavo, o Faminto, futuro rei da Dinamarca, e depois de sua morte, com Felipe, o futuro rei da Suécia.